# Dimitri Chachkine
Dimitri Chachkine, né le 8 août 1975 à Tbilissi, est un homme politique géorgien d'origine russe. Il est ministre de l'Éducation au sein du gouvernement de Nikoloz Guilaouri entre le 6 février 2009 et le 4 juillet 2012. Il a fait des études de droit, et travaillé pour l’International Republican Institute de 1998 à 2008. Depuis son arrivée au ministère de l'Éducation, il a entrepris une réforme du système éducatif géorgien, qui se traduit notamment par la promotion de l'anglais comme première langue étrangère.
Dimitri Chachkine, né le 11 novembre 1965 à Roanne dans la Loire, est un artiste sculpteur Français.  